# Barón de Colins
Jean-Guillaume-César-Alexandre-Hippolyte de Colins de Ham, barón de Colins (Bruselas, 24 de diciembre de 1783 - París, 1859) fue un filósofo, sociólogo y economista belga, fundador del Socialismo racional.

## Biografía
Su padre, Jean-Guillaume de Colins, caballero de Ham, pertenecía a una vieja rama de la nobleza tanto flamenca como valona que dio numerosos militares a España y nunca se casó, por lo que su heredero, reconocido, fue hijo natural. De 1791 a 1801 fue instruido por el padre Henri-Joseph Debouche, un humanista distinguido, buen traductor de la Iliada y la Odisea y autor de otras obras geográficas y sobre óptica, a quien guardó siempre un cálido reconocimiento. Este le instruyó en los clásicos y le enseñó la doctrina del progreso indefinido de Condillac. Colins fue sin embargo discípulo de Henry George; estuvo doce años en Cuba, durante los cuales adquirió propiedades, se casó (1820) con la viuda dominicana Marie Louise de Saint-Georges y frecuentó la Sociedad Patriótica de Amigos del País de La Habana, para la cual compuso alguna disertación, y a su discípulo Ramón de la Sagra (1898-1871); al estallar la Revolución de 1830 volvió a Francia. Desarrolló su filosofía discutiendo con Pierre-Joseph Proudhon sobre gran variedad de temas, incluyendo los derechos de propiedad intelectual. Criticó las bases del Socialismo desde principios distintos a los de Marx y Engels, aceptó como posible la unión de materialismo y espiritualismo con principios lógicos cartesianos y propugnó la extinción del pauperismo mediante la socialización de los medios de producción poniendo la propiedad en manos del Estado, pero otorgando la organización de la empresa ya a organismos públicos dotados de gran autonomía, ya a comunidades locales, ya a cooperativas compuestas de trabajadores efectivos, ya a particulares. Su obra capital es La Science Sociale.

## Obras
- Socialisme rationnel, ou, Association universelle des amis de l'humanité, 1849
- Qu'est-ce que la science sociale?, 1853, 1854 (4 vols)[2]
- Science sociale 1857 (19 vols)[3]
- De la souveraineté, 1857, 1858 (2 vols)[4]
- De la justice dans la science hors l'église et hors la révolution 1860 (3 vols.)